# Paint 3D
Paint 3D hay Vẽ 3D là một phần mềm đồ họa máy tính raster và đồ họa 3D, là một bản làm mới của Microsoft Paint. Đây là một trong số các phần mềm in và tạo mô hình 3D (được định dạng dưới 3MF), được giới thiệu hoặc cải tiến với Windows 10 Creators Update, bao gồm Microsoft 3D Viewer, Windows Mixed Reality, Holograms, cùng với các chương trình CAD 3D Builder và 2D Builder.
Được phát triển bởi studio Lift London của Microsoft, Paint 3D kết hợp các tính năng của phần mềm Microsoft Paint và 3D Builder để kết hợp trải nghiệm chỉnh sửa 2D-3D, cho phép người dùng tạo ra nhiều hình dạng khác nhau từ phần mềm, máy tính cá nhân và dịch vụ OneDrive của Microsoft.